# 성구강
성구강(星口綱, Sipunculidea)은 성구동물문(星口動物)을 구성하는 2개의 동물 강의 하나이다. 등촉수별벌레강의 성구동물이 촉수가 배쪽에만 있는 데 반하여, 성구강은 입 주위에 원상으로 촉수가 둘러싼다.

## 하위 분류
- 미끈이별벌레목 (Golfingiiformes)
  - 미끈이별벌레과 (Golfingiidae)
  - Phascolionidae
  - 수지별벌레과 (Themistidae)
- 별벌레목 (Sipunculiformes)
  - 별벌레과 (Sipunculidae)